# Gezeliernas bibelverk
Gezeliernas bibelverk är den första fullständiga bibelkommentaren på svenska. Det sammanställdes och utgavs 1711–1728 av tre biskopar med namnet Johannes Gezelius (far, son och sonson), men den vanligaste utgåvan är från 1863–66, då Evangeliska fosterlandsstiftelsens förlag utgav en andra upplaga. Efter det har inga nya utgåvor kommit ut i tryck. Bibelverket är en raritet.
Projekt Gezelius är ett nordiskt projekt som åren 2005-2007 lade ut hela bibelverket i en webbdatabas. Databasen omfattar 4.200 sidor enligt utgåvan från 1860-talet i sökbar form. Korrekturarbetet fortsätter. Översättning till finska pågår.